# Casimira

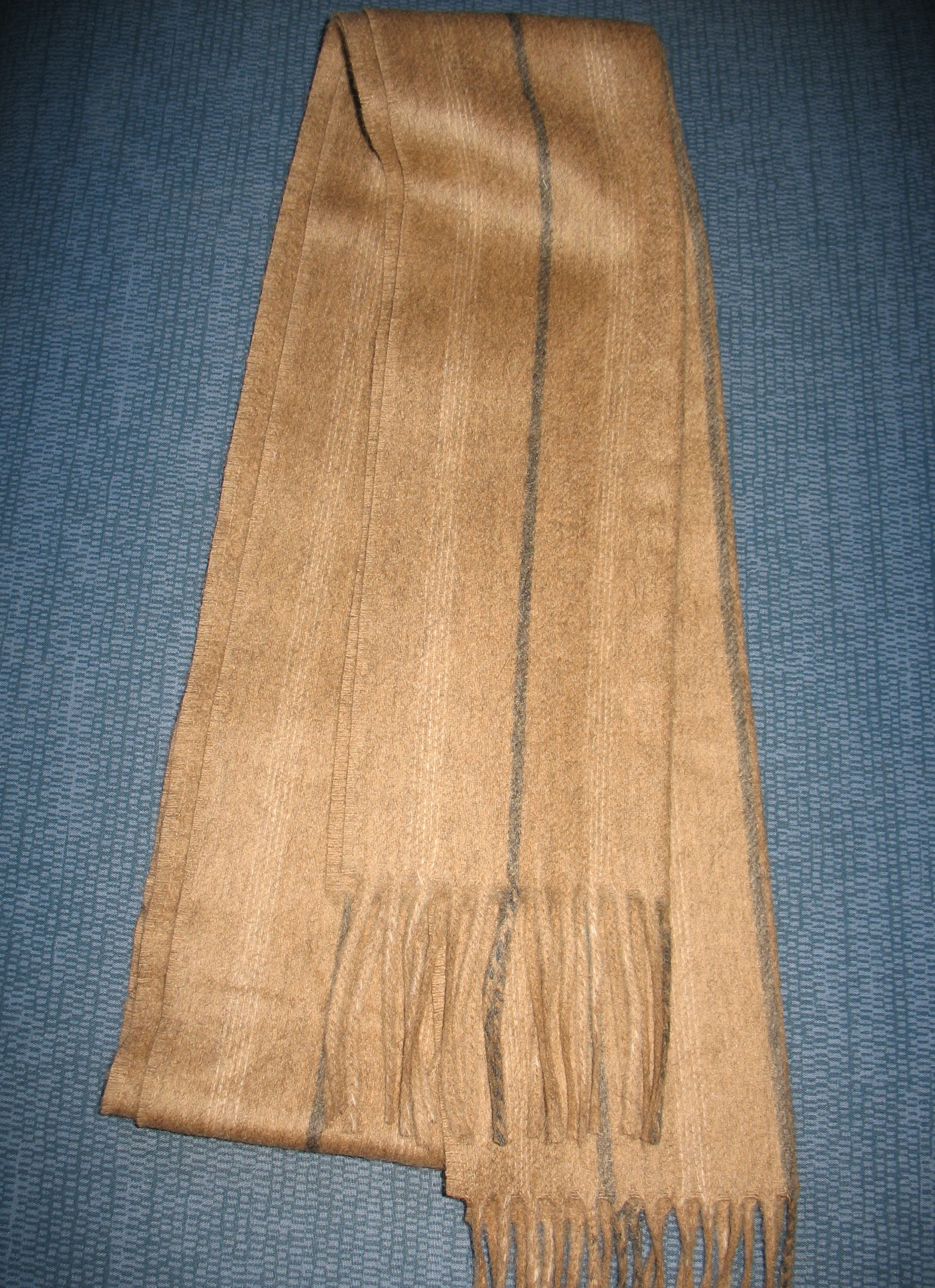
Lenços de lã Casimira

Casimira ou lã de caxemira é um termo genérico para alguns tecidos de lã, ou lã e poliéster, e que usam ligamento em sarja, possuindo trama fechada e sendo geralmente usados na confecção de ternos, saias, tailleurs etc.
É usada em tear de roupas, tendo origem no pelo da cabra-da-caxemira. É referenciada em lenços feitos a partir dessa lã na região da Caxemira (fronteira da Índia com Paquistão) que são muito delicados e deram nome à lã. É uma lã de alto valor, por se utilizar de aproximadamente 20% de cada fio do pelo do animal.
Nos Estados Unidos, o U.S. Wool Products Labeling Act of 1939 é a legislação que regula as qualidades necessárias para que a lã seja classificada como casimira.